# Bonaventura Vallespinosa Sistaré
Bonaventura Vallespinosa Sistaré (Valls, 1868 - Vallirana, 1933) va ser un periodista català, pare del metge i traductor Bonaventura Vallespinosa Salvat.
Funcionari de l'estat, va ocupar un càrrec a les oficines estatals de recaptació a Reus, i es vinculà als moviments literaris d'aquella ciutat. Va publicar en vers i en prosa als periòdics reusencs de l'època, amb preferència en llengua castellana, tot i que publicava també en català. El 1885 formava part de l'equip de redacció del Diario de Reus, i de la Crónica de Reus, del 1886 al 1903 va publicar al periòdic catalanista Lo Somatent, on, el 1899, desplaçat temporalment a Vilafranca per qüestions de feina, va publicar un fulletó: Les coques de Vilafranca. Allà va néixer el seu fill Bonaventura. Tornà a Reus, on seguí col·laborant a la premsa local, concretament a La Chicharra, un periòdic satíric que criticava a Lo Somatent i al seu fundador, Pau Font de Rubinat. Això no li va impedir seguir publicant en aquest últim periòdic. A Reus va ser soci d'entitats com el Centre de Lectura i El Alba. Quan es va jubilar, va anar a viure a Vallirana, on el seu fill va exercir de metge un temps. Un germà seu, Benet Vallespinosa Sistaré, va ser militar i el 1897 va ser promogut a tinent coronel. Residia des de feia temps a l'illa de Cuba i va participar activament a la Guerra hispano-estatunidenca, per la qual va ser condecorat amb la placa de l'orde de Sant Hermenegild.